# Famille Diouf
Pour les articles homonymes, voir Diouf.
La famille Diouf est l'une des familles les plus anciennes de la Sénégambie.
« Diouf » (orthographe française au Sénégal et en Mauritanie) ou « Joof » (orthographe anglaise en Gambie) est un patronyme typiquement sérère. On rencontre également ce nom de famille orthographié différemment, Juuf (en sérère) ou Juf. Il s'agit des mêmes personnes. Ces différences s'expliquent parce que le Sénégal a été colonisé par la France, alors que la Gambie l'a été par la Grande-Bretagne. Quoique orthographiés différemment, ils se prononcent de la même manière. Le totem de cette famille est l'antilope et la gazelle, symbole de la grâce, de la royauté, de la sagesse, du travail dur et de la protection dans la mythologie sérère. Le nom de leur clan est Njuufeen (en sérère),,. La famille Diouf du matrilignage Guelowar possède également un autre totem appelé « Mbossé », une forme de lézard, comme dans la fête de Mbosseh (à ne pas confondre avec l'arbre primordial dans la cosmogonie sérère). Ils sont les seuls autorisés à offrir des libations à ce reptile. Les membres de la famille Diouf des autres matriclans sérères ont également leurs propres totems maternels (voir cet article).
Des membres de cette famille ont régné sur les royaumes précoloniaux de Sénégambie et sur plusieurs royaumes des temps modernes, y compris le royaume du Sine, le royaume du Saloum, le royaume du Baol, etc. Des princesses royales portant le patronyme Diouf ont également été données en mariage à des rois précoloniaux et à des princes de Sénégambie. Parmi eux figurent les rois du Djolof, les rois du Waalo, les rois du Cayor les rois du Baol (après 1549), etc. De ces mariages sont issus de nombreux héritiers aux trônes de ces royaumes,.

## Histoire de la famille Diouf

### La période de Wagadou
La famille Diouf fait partie des vieilles familles de la Sénégambie. La tradition orale sérère mentionne un noble, Lamane Djigan Diouf, grand propriétaire de bétail et de terres, qui était aussi agriculteur. Il émigra à partir de Lambaye après une dispute avec son parent, le roi de Lambaye. Le différend portait sur la gouvernance de Lambaye et la surtaxation de son troupeau, qu'il jugeait injuste. Il décida de partir vers le Sud et de fonder Tukar avec son frère cadet Ndik Diouf. Toujours selon la tradition orale, il avait un fils nommé Socé Diouf qui était l'héritier de Tukar.
Certains chercheurs[évasif] ont suggéré que, Tukar et nombre de ses villages environnants, tels que Njujuf, Sob, etc., qui ont été fondés par Lamane Djigan Diouf rendant une partie de son domaine[pas clair], seraient anciens, c'est-à-dire antérieurs à la période Guelwar (qui commence en 1335 autrement dit après la bataille de Troubang). Ils ont situé la fondation de ces villages beaucoup plus tôt au XIe siècle, sinon plus tôt encore,. La famille Diouf a conféré un statut privilégié à Tukar, statut hérité de leur ancêtre Lamane Diouf Djigan, suivant la coutume Sérères Lamanique. C'est un aspect important de la coutume foncière et de l'héritage chez les Sérères. En 2004, Lamane Diaga Dibor Ndofene Diouf était le lamane de Tukar.
Dans l'histoire des débuts de l'empire du Ghana jusqu'à sa fin, des princesses royales de l'Empire se marièrent dans les familles aristocratiques Sérères dont la famille Diouf. Ces princesses royales appartenait au clan Ouagadou maternel (Bagadou en sérère). Avec le clan paternel Diouf, ils ont gouverné le royaume du Baol et ont fourni de nombreux rois portant le patronyme Diouf (La dynastie paternelle Diouf du Baol). Parmi ces rois figurent Bouré Diouf, Guidiane Diouf, Ma Diouf, Djinak Dialane [probablement Gnilane] Diouf, Maguinak Diouf, etc. Ces rois de la période antérieure à Guelwar par au moins deux ou trois siècles et bien avant la dynastie des Fall paternelle du Baol et du Cayor qui a hérité du trône autour de 1549 après la bataille de Danki (en). Le consensus général est que, après la disparition de la dynastie Diouf paternelle et Wagadou maternelle du Baol avec d'autres dynasties Sérères paternelle qui a co-gouverné conjointement Baol, le Fall dynastie paternelle leur ont succédé, d'où la première Damel et Teigne (titre des rois du Cayor et du Baol, respectivement) portant le patronyme Fall a également appartenu au Wagadou clan maternel. Ils ont simplement épousé dans l'ancienne famille royale et a réussi les vieilles dynasties,.
La figure légendaire du XIe siècle Ama Gôdô Maat, né. Ama Kodu Juuf, également connu sous le nom de Xamakodu Fa Maak (ou Hamacodou l'Aîné), est un membre de cette famille.

### La période Guelwar
La période Guelwar commence à partir de 1350 pendant le règne du premier roi Guelwar, Dianké Waly Sané dit Maissa Waly Dione), et se termine en 1969 après la mort des derniers rois du Sine et du Saloum, respectivement (Maad a Sinig Mahecor Diouf et Maad Saloum Fodé N'Gouye Diouf,.

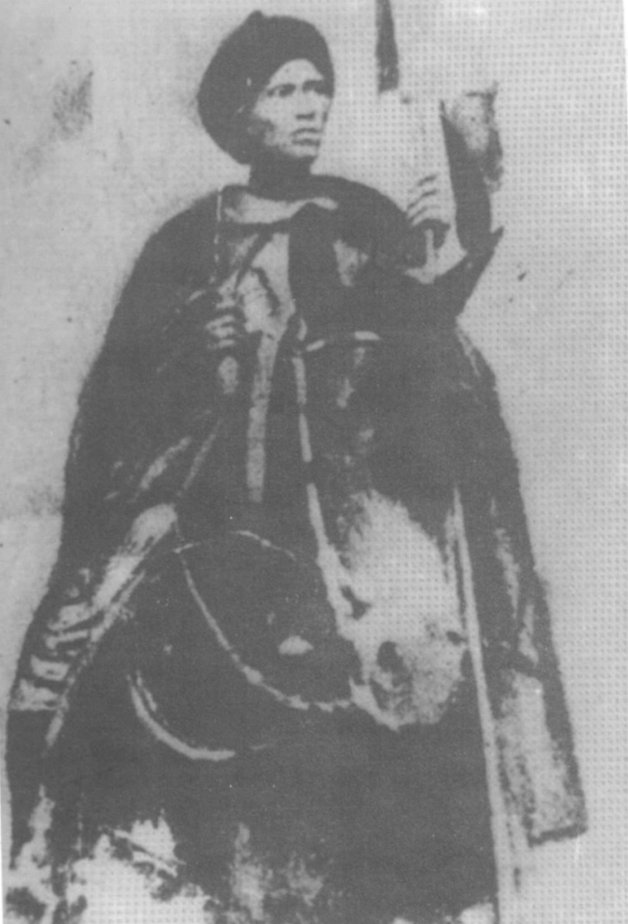
Maad a Sinig Coumba Ndoffène Fandepp Diouf, de la Maison royale de Bouré Gnilane Diouf, roi du Sine de v. 1898 à 1924.

Maysa Wali et sa famille (le clan Guelwar maternel) avaient fui le Kaabu en 1335 après la bataille de Troubang. Ils ont été défaits par la dynastie des Ñaanco (en) maternelle (leurs parents étendue) et ont reçu dans le Sine l'asile du conseil des maîtres de la terre sérères, appelé le Grand Conseil des Lamanes. Ayant servi comme conseiller juridique auprès de ce Conseil nobles pendant 15 ans, Maysa Wali a réussi à gagner la confiance du Conseil et les gens du commun. Il a été désigné par le Conseil et le peuple en tant que roi du Sine. Il a donc été le premier roi du Sine. Il a donné ses sœurs en mariage à des nobles sérères, ce qui a scellé l'union entre les Sérères et les Guelwar. C'est la progéniture de ces mariages entre les clans nobles paternels sérères locaux et les Guelwar, clan maternel noble du Kaabu, qui a gouverné les royaumes du Sine et du Saloum plus tard. En cette période Guelwar, la famille Diouf (l'un des anciens Sérères paternels clans nobles) a fourni de nombreux rois au royaume du Sine ainsi qu'au royaume du Saloum (La dynastie Diouf paternelle de Sine et du Saloum). La famille Diouf a également fondé trois maisons royales (dans l'ordre de fondation), :
- La Maison royale de Bouré Gnilane Diouf (sérère: Mbind Bure Nilaan[24], autre: Keur Bouré Gnilane)
- La Maison royale de Diogo Siga Diouf (sérère: Mbind Jogo Siga[24], autre: Keur Diogo Siga)
- La Maison royale de Semou Ndiké Diouf (sérère: Mbind Sem-Jike[24], autre: Keur Semou Djiké ou Keur Semou Ndiké)

Ils ont tous pour ancêtre Maad Ndaah Ndiémé Diouf (aussi connu comme Bour Ndaah Ndiémé Diouf ou Ndaah Njeeme Juuf etc) - le Roi du Lâ (ou Laa) au Baol autour du XIIIe siècle. Il est signalé que ce roi était le père de Maad Niokhobai Diouf (également roi du Lâ) qui était le père de la Grande Maad Xole Diouf, né: Xole Njuug Juuf (de Paataar), (aussi : Bour ou Buur Patar Kholé Diouf ou Bour Patar Kholleh Diouf) - le conquérant du Baol. Maad Xole Diouf a été le premier parmi la famille Diouf à épouser une Guelwar (la nièce de Maysa Wali). De ce mariage sont issus Maad a Sinig Niokhobaye Mane Niane Diouf et Maad a Sinig Guédiopal Mane Niane Diouf, qui ont été les premiers rois du Sine pendant la période Guelwar portant le patronyme Diouf. Leur frère Diaraf Bouré Gnilane Diouf, qui n'était pas un roi du Sine, mais un Diaraf (équivalent de Premier ministre), a donné son nom à la première Maison Royale de Diouf (dans la période Guelwar) où la « Maison Royale de Bouré Gnilane Diouf » qui fournit plusieurs rois du Sine ainsi que dans le Saloum. La dynastie Diouf qui monte sur le trône du Saloum est venue du Sine,.

### Batailles historiques impliquant cette famille
Ce tableau répertorie les batailles historiques de Sénégambie impliquant des rois ou des princes appartenant à ce clan paternel :

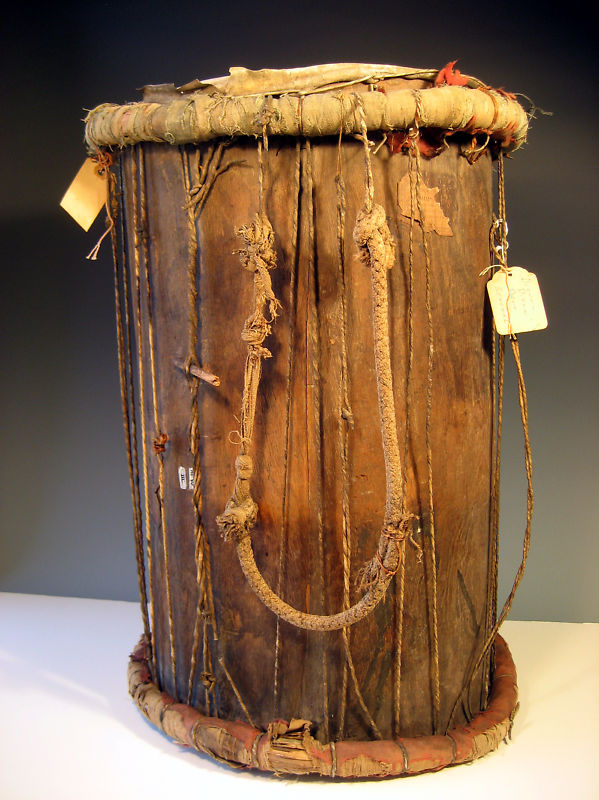
Junjung : tambour de guerre sérère du Sine (XIXe siècle)

| Nom de la bataille | Membre du clan                                                      | Adversaire                                                                       | Raison de la guerre | Vainqueur                                                                                                |
| --- | ------------------------------------------------------------------- | -------------------------------------------------------------------------------- | --- | --- |
| Bataille de Nganiane | Maad Xole Diouf, (né: Xole Njuug Juuf (de Paataar), le Conquérant)) | Teigne du Baol                                                                   | Construction d'un empire                                                                                                | Roi de Paataar, Xole Diouf                                                                               |
| Bataille de Diakhao | Maad a Sinig Diogo Gnilane Diouf                                    | Mamadou Koungo (de Koungheul)                                                    | Religion | Maad a Sinig Diogo Gnilane Diouf                                                                         |
| Bataille de Mbellondiaré | Maad a Sinig Amakodou Samba Diouf (aider le Damel du Cayor)         | Teigne du Baol                                                                   | Guerre dynastique entre le Damel du Cayor et Teigne du Baol                                                             | Maad a Sinig Amakodou Samba Diouf et Damel du Cayor                                                      |
| Bataille de Sanghaie | Maad a Sinig Amakodou Samba Diouf                                   | Teigne du Baol                                                                   | Construction d'un empire                                                                                                | Maad a Sinig Amakodou Samba Diouf                                                                        |
| Bataille de Gagnane | Maad a Sinig Diogoye Gnilane Diouf                                  | Damel-Teigne Lat Soukabé Ngoné Dièye Fall                                        | Construction d'un empire                                                                                                | Damel-Teigne Lat Soukabé Ngoné Dieye Fall                                                                |
| Bataille de Ndoffène | Sandigué Ndiob Niokhobaye Diouf (Le seigneur de guerre)             | Maad a Sinig Ndiak Faye                                                          | Le Sandigué Ndiob Niokhobaye Diouf lutte pour la succession de son jeune fils Maad a Sinig Ama Diouf Gnilane Faye Diouf | Sandigué Ndiob Niokhobaye Diouf                                                                          |
| Bataille de Tioupane | Sandigué Ndiob Niokhobaye Diouf                                     | Maad a Sinig Ama Coumba Mbodj et son jeune frère Barka Mbodj                     | Le Sandigué Ndiob Niokhobaye Diouf lutte pour la succession de son jeune fils Maad a Sinig Ama Diouf Gnilane Faye Diouf | Sandigué Ndiob Niokhobaye Diouf,                                                                         |
| Bataille de Logandème | Maad a Sinig Coumba Ndoffène Famak Diouf                            | Louis Faidherbe (administration française au Sénégal) Émile Pinet-Laprade        | Résistance contre le colonialisme                                                                                       | France,                                                                                                  |
| Mbetaan Keur Ngor (Mbin o Ngor en langue sérère). Remarque : Ce n'était pas une bataille ouverte, mais une attaque surprise. | Maad a Sinig Coumba Ndoffène Famak Diouf                            | Maba Diakhou Bâ, Damel-Teigne Lat Dior Ngoné Latir Diop et leurs armées Marabout | Religion, vendetta et construction d'un empire                                                                          | Indécis. L'armée Marabout reculé quand un renfort arrivé, mais fait quelques dégâts avant de se replier, |
| Bataille de Fandane-Thiouthioune (communément appelée « la bataille de Somb »)                                               | Maad a Sinig Coumba Ndoffène Famak Diouf                            | Maba Diakhou Bâ, Damel-Teigne Lat Dior Ngoné Latir Diop et leurs armées Marabout | Religion, vendetta et construction d'un empire                                                                          | Maad a Sinig Coumba Ndoffène Famak Diouf,                                                                |

### Généalogie
Descendants de Maad Ndaah Ndiémé Diouf. Noms, lieux et titres écrits en Seereer.

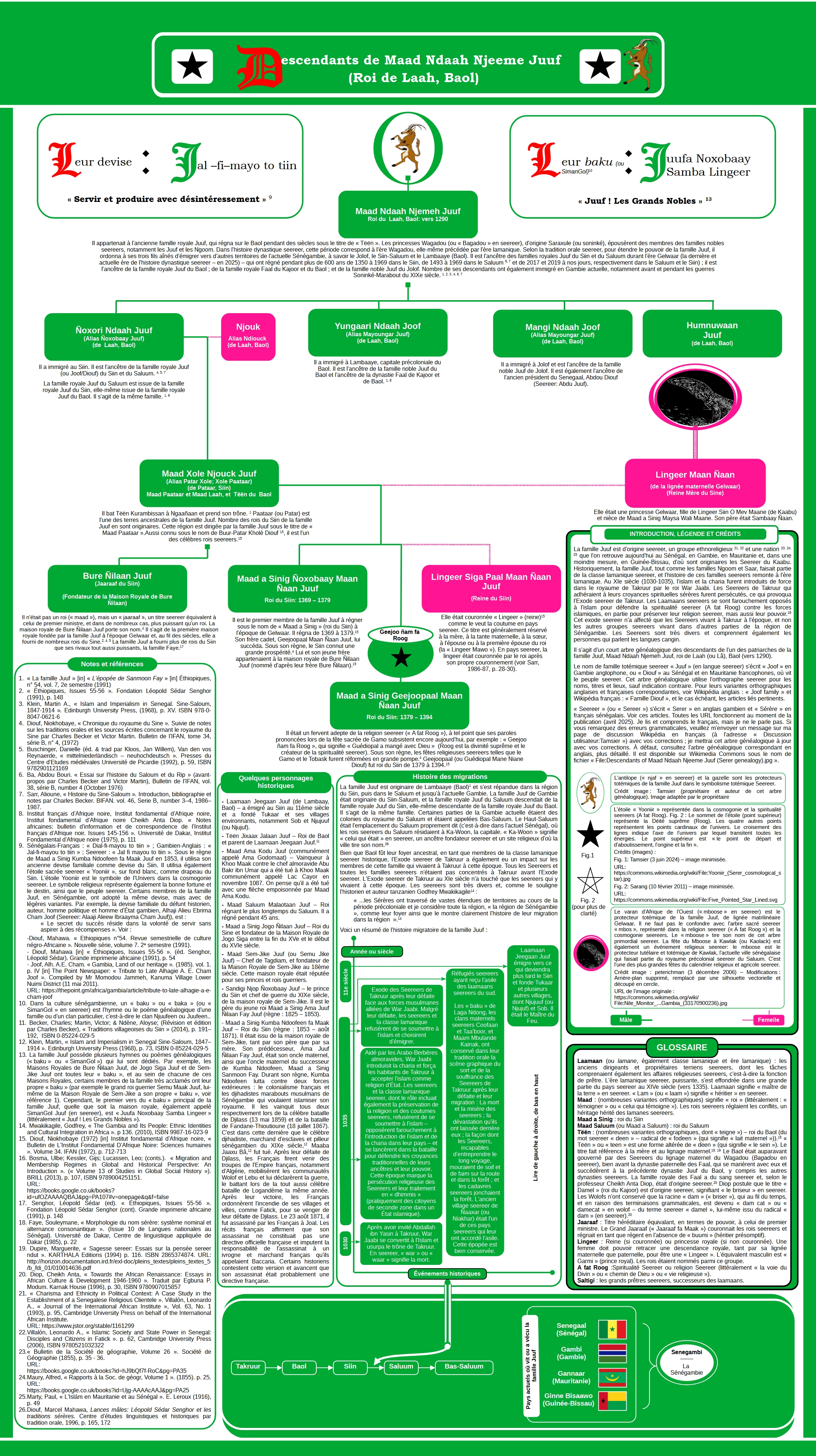

## Personnalités avec le nom Diouf, Joof, Juuf ou Juf
Les patronymes Diouf, Joof, Juuf ou Juf ont été portés par plusieurs personnalités, parmi lesquelles figurent :
- Abdou Diouf, 2e président du Sénégal, actuel secrétaire général de l'Organisation internationale de la francophonie (OIF).

### Royauté

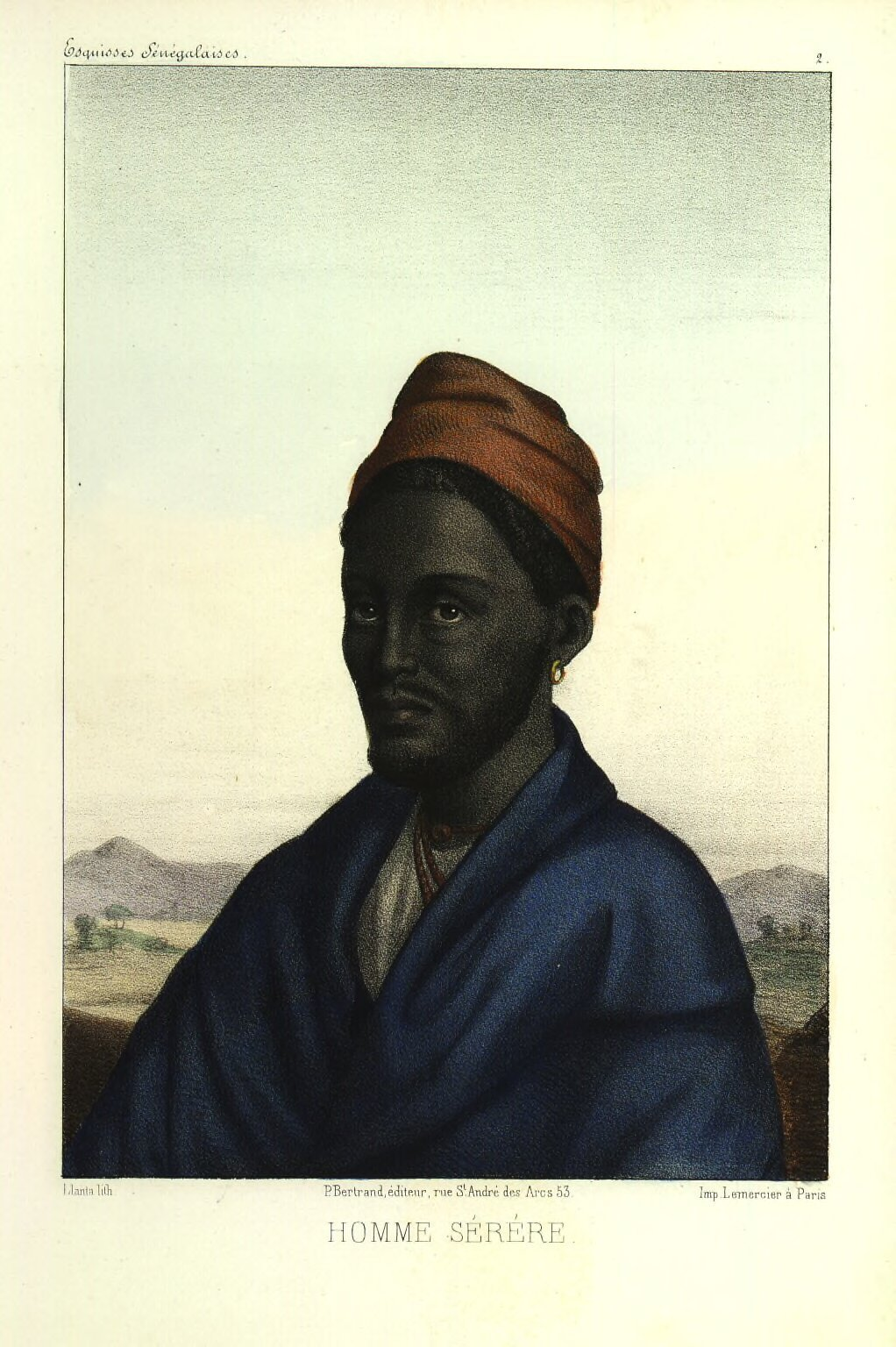
Maad a Sinig Ama Diouf Gnilane Faye Diouf (roi du Sine), r : v. 1825 - 1853). Par David Boilat Esquisses sénégalaises, 1853. Portrait originale 1850,.

Religieux : Serigne Aliou Diouf Lambaye 1850-1951 l'un des compagnons de Chiekh Ahmadou Bamba le guide spirituel de mouridisme.

#### Royaume du Baol
- Lamane Djigan Diouf, fondateur de Tukar. Lamane d'abord Tukar à l'époque médiévale (v. XIe siècle)[44],[12]
- Maad Ndaah Ndiémé Diouf, roi du Lâ, Baol (v. 1290) (aussi: Ndaah Njeeme Juuf)[22]
- Maad Xole Diouf, (né: Xole Njuug Juuf (de Paataar), le Conquérant)), roi du Paataar; Lâ (Baol); et Teign du Baol, (v. XIVe siècle)[22],[27]
- Teigne Jinaax Jalaan Diouf (ou Teeñ Jinaax Jalaan Juuf), Roy du Baol (Lambaye). Parente de Lamane Djigan Diouf[45].

#### Royaume du Sine
- Maad a Sinig Boukar Tjilas Sanghaie Diouf, roi du Sine (règne : 1724 - 1735), fils de Maad Semou Ndiké Diouf[46]
- Maad a Sinig Ama Diouf Gnilane Faye Diouf, roi du Sine (règne : v. 1825-1853)
- Linguère Gnilane Diogoye Diouf, épouse du Maad Souka Ndela Diouf (parents de Maad a Sinig Coumba Ndofféne Famak Diouf)
- Maad a Sinig Coumba Ndoffène Famak Diouf, roi du Sine (règne : 1853-1871)
- Maad a Sinig Semou Mak Diouf, roi du Sine (règne : 1878-1882)[41]
- Maad a Sinig Amadi Baro Diouf, roi du Sine (règne : 1882-1884)[41]
- Maad a Sinig Dialigui Sira Diouf, roi du Sine (règne : 1885-1886)[41]
- Maad a Sinig Niokhobaye Diouf, roi du Sine (règne : 1886-1887)[41]
- Maad a Sinig Coumba Ndoffène Fandepp Diouf, roi du Sine (règne : v. 1898-1924)
- Maad a Sinig Mahecor Diouf, roi du Sine (règne : 1924-1969)[41],[20]
- Lamane Diaga Dibor Ndofene Diouf, lamane de Tukar, le dernier lamane régnant depuis 2004[13].
- Maad a Sinig Niokhobaye Fatou Diène Diouf (règne 2019―présent). En 2019, les Sérères du Sine décidèrent de rétablir leur monarchie, et Niokhobaye Fatou Diène Diouf fut choisie comme Maad a Sinig (roi du Sine). Il est l'actuel roi du Sine (à partir de 2025). Par sa lignée paternelle, il appartient à la Maison royale de Semou Ndike Diouf. Par sa lignée maternelle, il est d'origine maternelle Guelowar[47],[1],[48],[49]. Les Sérères du Saloum ont également rétabli leur monarchie en 2017 et ont choisi l'oncle maternel de Niokhobaye, Thierno Coumba Daga Ndao, comme Maad Saloum (roi du Saloum), également de lignée maternelle Guelowar[50]. Le Sine et le Saloum faisant désormais partie du Sénégal indépendant, ces deux rois règnent en monarques constitutionnels. Contrairement à leurs prédécesseurs, qui étaient des monarques absolus, ces deux rois ne disposent d'aucun pouvoir officiel. Leur rôle est purement cérémoniel et diplomatique. Niokhobaye a cependant une certaine influence et a pu utiliser le lien de cousinage qui existe depuis longtemps entre les peuples Sérère et Diola en assurant la liaison avec le roi d'Oussouye (Maan Sibiloumbaye Diédhiou) pour contribuer au développement économique et culturel, ainsi qu'à l'instauration de la paix en Casamance, après des décennies de conflit en Casamance, qui a été un problème majeur pour les présidents successifs de Gambie et du Sénégal. depuis 1982[51],[48],[49].

#### Royaume du Saloum
- Maad Saloum Semou Djimit Diouf, roi du Saloum (règne : 1898-1924)[52]
- Maad Saloum N'Déné Diogop Diouf, roi du Saloum (règne : 1901-1911)[52]
- Maad Saloum Semou N'Gouye Diouf, roi du Saloum (règne : 1911-1913)[52]
- Maad Saloum Gori Diouf, roi du Saloum (règne : 1913-1919)[52]
- Maad Saloum Mahawa Tioro Diouf, roi du Saloum (règne : 1919-1935)[52]
- Maad Saloum Fodé N'Gouye Diouf, roi du Saloum (règne : 1935-1969)[52],[20]

#### Maisons royales
- Maison royale de Bouré Gnilane Diouf, première Maison Royale de Diouf durant la période Guelwar, fondée par Diaraf Bouré Gnilane Diouf au XIVe siècle[10]
- Maison royale de Diogo Siga Diouf, deuxième Maison Royale de Diouf durant la période Guelwar, fondée par Maad a Sinig Diogo Gnilane Diouf vers le XVIe siècle[10]
- Maison royale de Semou Ndiké Diouf, troisième et dernière Maison Royale de Diouf durant la période Guelwar, fondée par Maad Semou Ndiké Diouf au XVIIIe siècle[10]

### Monde académique
- Ismaïla Diouf, enseignant-chercheur à l'Université Cheikh-Anta-Diop (Dakar, Sénégal)
- Ibrahima Diouf (de  Somb no Maad), Enseignant-Chercheur à l’Université Cheikh-Anta-Diop de Dakar (Sénégal) - Lignée: Maison royale de Diogo Siga Diouf, deuxième Maison Royale de Diouf durant la période Guelwar, fondée par Maad a Sinig Diogo Gnilane Diouf vers le XVIe siècle
- Mamadou Diouf, historien sénégalais, professeur à l'Université du Michigan
- Arona N'doffène Diouf, professeur à l'Université d'État de Caroline du Nord
- Sylviane Diouf, historien et auteur
- Waly Diouf, médecin Cardiologue

### Politique

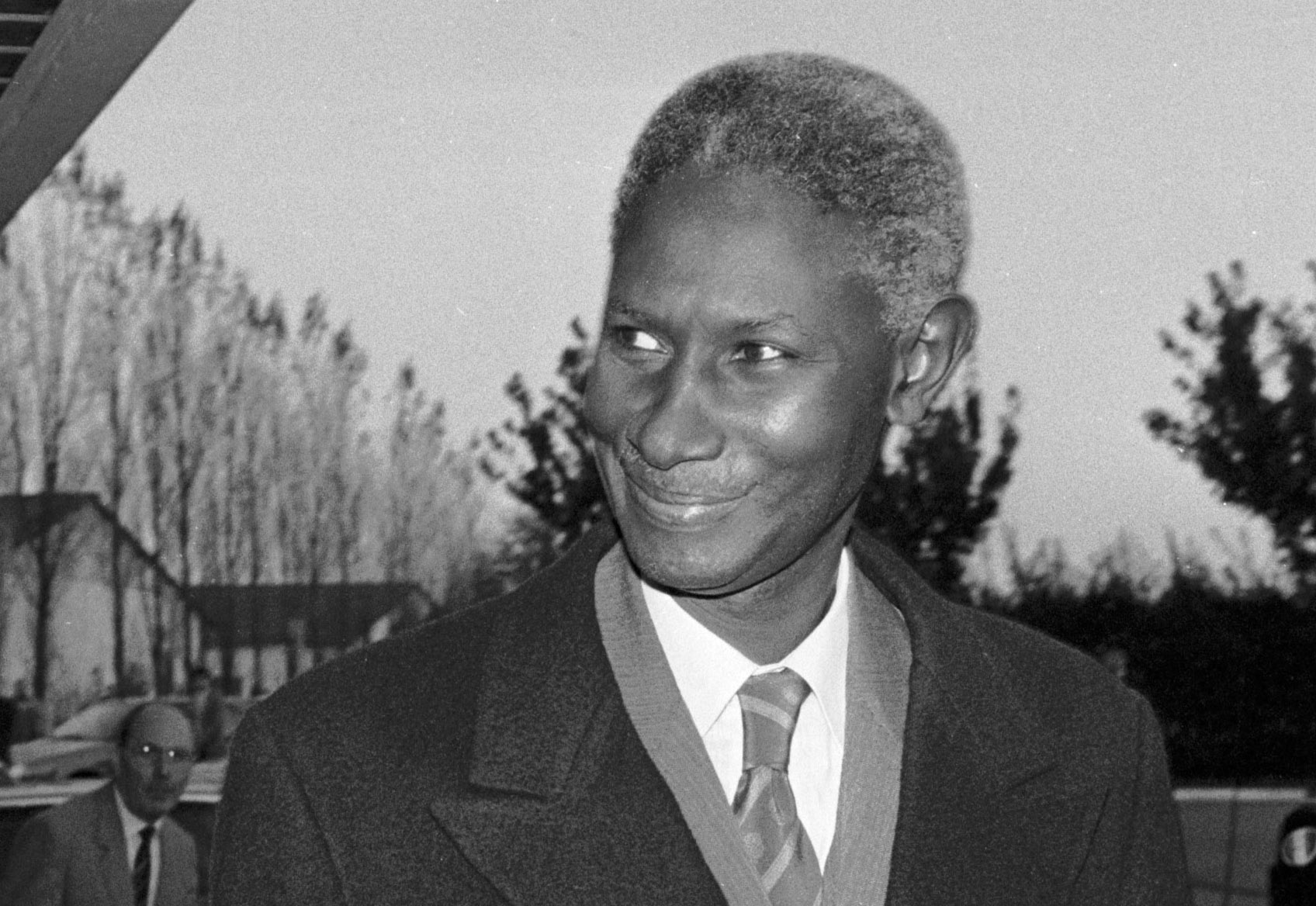
Abdou Diouf, deuxième président du Sénégal

- Galandou Diouf (1875-1941), homme politique sénégalais, premier élu africain depuis le début de la colonisation
- Coumba Ndoffène Bouna Diouf, homme politique sénégalais, vice-président pour l'Afrique UNESCO, ministre, député, et président du conseil régional de Fatick
- Ibrahima Diouf, homme politique, premier député maire de Fatick
- Madieyna Diouf, professeur d'université UCAD, homme politique, ministre, député maire de Kaolack
- Abdou Diouf (né en 1935), homme politique sénégalais, deuxième président du Sénégal, actuel secrétaire général de la Francophonie
- Khar Ndoffène Diouf, ministre, député à l'Assemblée nationale du Sénégal, président de la délégation municipale de Fatick, conseiller de l'Assemblée territoriale, écrivain et avocat ;
- Coumba Ndoffène Diouf, homme politique sénégalais
- Diaraf Diouf, homme politique sénégalais
- Jacques Diouf, homme politique sénégalais, directeur général de la Organisation des Nations unies pour l'alimentation et l'agriculture
- Madior Diouf, homme politique sénégalais
- Mame Birame Souleymane Diouf, homme politique sénégalais, économiste, premier adjoint au maire de Sokone.
- Ibra Diouf, membre du Parlement panafricain
- Mahawa Sémou Guèye
- Bouna Semou Diouf, fils du roi Maad Saloum Fodé Ngouye Diouf et fonctionnaire international à l'ONU (CEA, FIDA, PNUD), Conseiller Spécial du Premier Ministre S.N. Ndiaye et Ambassadeur du Sénégal au Japon, en Australie et en Nouvelle-Zélande, avec résidence à Tokyo
- El Hadji Khassim Diouf homme politique sénégalais, président du parti Mouvement Patriotique du Sénégal / Faxas, fils de Souka Diouf petit-fils du bour sine Sémou Mack Diouf

### Profession juridique
- Alhaji Bai Modi Joof (1933 - 1993) (Alhaji B.M. Joof), membre de l'élite des barristers de la Gambie, conseiller juridique à la « Gambia Press Union » et le défenseur de la liberté d'expression. Frère cadet de Alhaji Alieu Ebrima Cham Joof[53],[54].
- Joseph Henry Joof (1960), avocat, procureur général et homme politique gambien[55],[56].

### Médecine
- Boucar Diouf, membre de la Société internationale de néphrologie, membre du conseil africain de la Commission pour la promotion mondiale de néphrologie (COMGAN), membre des Associations africaines de néphrologie, président et membre fondateur de la Société sénégalaise de néphrologie[57],[58].

### Sport

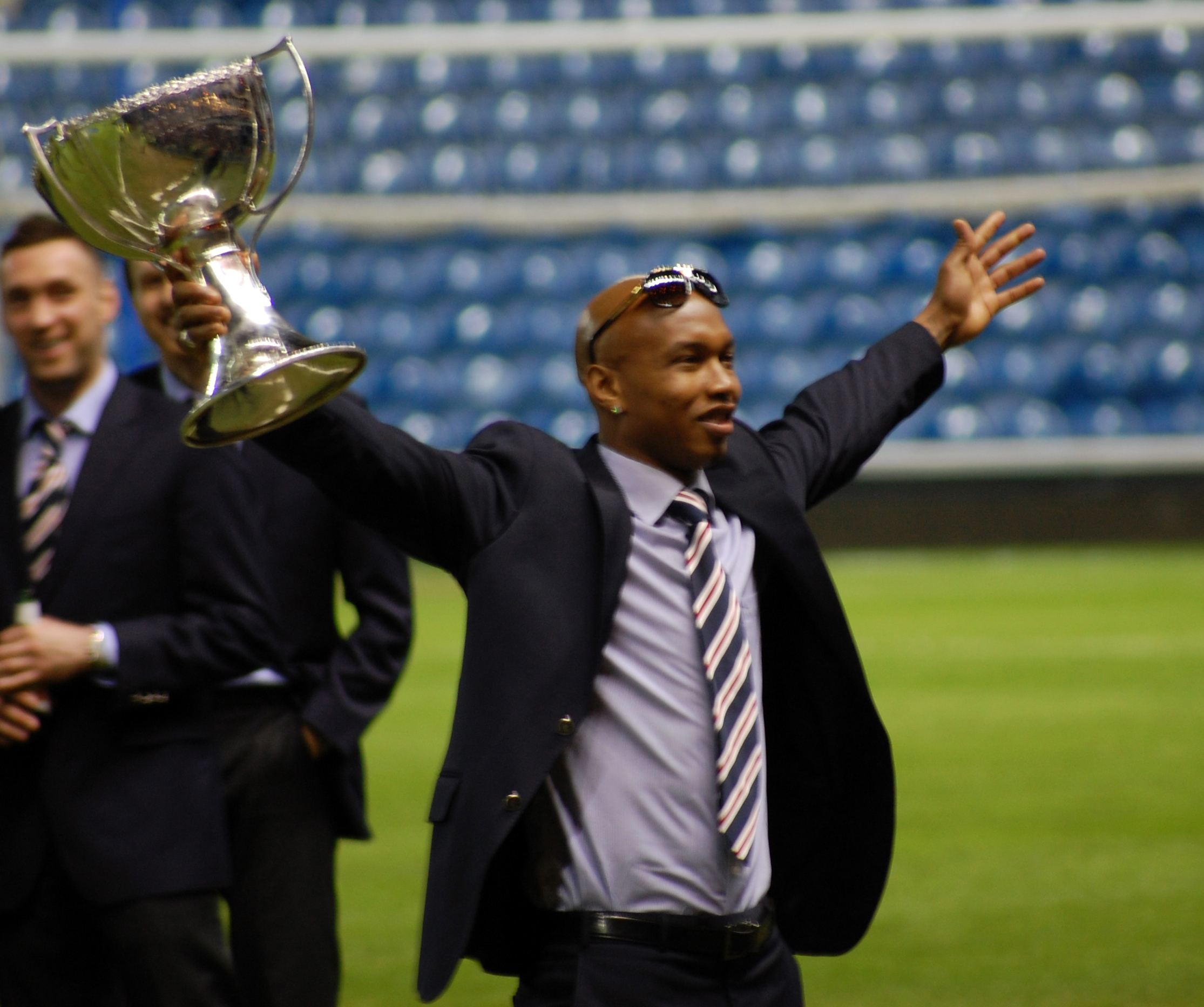
El-Hadji Diouf. Footballeur professionnel. Après avoir remporté la Coupe de la Ligue écossaise de football avec les Glasgow Rangers.

- Robert Diouf, champion de lutte sénégalaise
- El-Hadji Diouf (né en 1981), footballeur sénégalais, double ballon d'or africain
- Mamadou Diouf (en), footballeur au Football Club de Metz)
- Mamadou Diouf, joueur de basket-ball de l'équipe du Sénégal
- Pape Diouf (1951-2020), président de l'Olympique de Marseille de 2005 à 2009,
- Mame Biram Diouf, footballeur sénégalais
- Mame Tacko Diouf (né en 1976), athlète sénégalais (haies)
- Papa Amadou Diouf (né en 1978), cycliste sénégalais, 1er vainqueur du Grand prix Tropicale Amissa Bongo, 2000, Gabon
- Fatma Samba Diouf secrétaire général de la FIFA

### Musique et divertissement

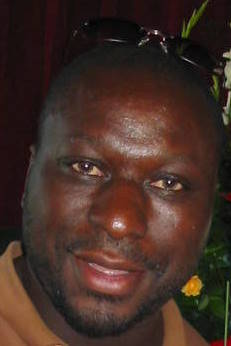
Pierre Moustapha Diouf dit Mouss Diouf. Acteur de renom, il a travaillé avec des personnalités comme Ousmane Sembène.

- Boucar Diouf, humoriste québécois d'origine sénégalaise
- Cheikh Diouf, artiste sénégalais
- Pape Diouf[59] Artiste, Musicien, Célébrité Sénégalais
- Élage Diouf, musicien, percussionniste et auteur-compositeur-interprète, natif de Dakar (Sénégal)
- Mouss Diouf (1964-2012), acteur français
- Pape Abdou Karim Diouf, musicien
- Hella Joof, actrice, humoriste et réalisatrice danoise
- Cheikh Diouf, artiste sénégalais
- Pape Teigne Diouf, Technicien décorateur, plasticien franco-sénégalais né à Diakhao-Maronéme
- Sémou (Malik ?) Diouf, acteur français, cascadeur, membre fondateur des Yamakasi, d'origine sénégalaise
- Frères Diouf (Les), musiciens québécois d'origine sénégalaise (Élage Diouf (El Hadji Fall Diouf) et Pape Abdou Karim Diouf)
- Mamadou Diouf, vétérinaire, musicien et activiste sénégalais à Varsovie en Pologne
- Cheikh Diouf Diakhao, Auteur, Écrivain, Acteur Culturel sénégalais

### Multidisciplinaires
La liste suivante donne les noms des personnalités avec ce patronyme qui sont des experts dans une variété de professions, et sont également connus pour chacune de ces professions. Leur vie professionnelle est si large et si variée qu'ils ne peuvent pas être facilement décrits sous une seule catégorie.
- Alhaji Alieu Ebrima Cham Joof (1924-2011), auteur, historien, politicien, syndicaliste, etc., de la Gambie.
- Docteur Saliou Démanguy Diouf de Lambaye. Cet artiste peintre émérite, pionnier sénégalais dans différents secteurs culturels, arts graphiques et communications visuelles, histoire de l'art et archéologie, esthétique et science de l'art, Dub Poetry, gravure aquatinte et taille douce, est un artiste de carrure internationale qui a publié à Paris chez Présence Africaine le premier essai sénégalais consacré à l'histoire des arts contemporains du Sénégal[60],[61]. Il a beaucoup voyagé pour ses expositions d'art, ses enseignements et ses recherches sur tous les continents hormis l'Australie. Dr. Diouf a longtemps vécu à Paris, New York où il a mené des recherches sur la culture afro-américaine new-yorkaise, en Guadeloupe, à la Martinique, à Mayotte dans l'océan Indien, en Guyane Française d'où il a visité une partie de l'Amazonie pour aller à la rencontre des Nègres marrons : Boni, Saramaka, Taki-Taki et à ceux de Guayana et du Surinam peuple arc-en-ciel comme l'Afrique du Sud, tous très proches des Diola et des Sérères et d'un teint noir charbon puis que non métissés. Ils sont restés animistes pour garder vivante une mémoire de l'Afrique que l'Afrique commence à perdre. Il est un grand militant de la paix, qui après avoir signé l'affiche du premier colloque sur la négritude organisée par Senghor en avril 1971, s'est engagé dès 1973 en devenant le premier artiste peintre du Sénégal à dénoncer et à combattre l'apartheid. Ses expositions anti-apartheid ont traversé l'Atlantique : 1980 à Paris, 1981 à New York, 1986 en Guadeloupe et en Martinique où il rencontra Aimé Césaire et se lia d'amitié avec le futur prix Nobel de littérature Wole Soyinka. Après la libération de Nelson Mandela Dr. Saliou Démanguy Diouf arrêta tout avec l'apartheid pour se tourner vers un idéal de la tolérance et la paix[62].
- Tamsier Joof (1973 -), danseur, chorégraphe, mannequin et entrepreneur.